# فداکاری (ترانه)
«فداکاری» تک‌آهنگی از هنرمند اهل بریتانیا التون جان است که در سال ۱۹۸۹ میلادی منتشر شد.